# 윌리엄 샤프
윌리엄 포사이스 샤프(William Forsyth Sharpe, 1934.6.16~)는 미국의 경제학자로, 스탠포드 대학교 경영 대학원 명예 교수이다. 1990년 노벨 경제학상 수상자이다.
샤프는 자본자산 가격결정 모형의 창시자 중 한 명이다. 그는 위험 조정 투자 성과 분석을 위한 샤프 비율을 만들었고 옵션 평가를 위한 이항 방법 개발, 자산 할당 최적화를 위한 그라디언트 방법 및 투자 펀드의 스타일 및 성과를 평가하기 위한 수익 기반 스타일 분석에 기여했다.

## 같이 보기
- 현대 포트폴리오 이론